# Stifford
Stifford è una località sita in Inghilterra nella contea di Essex e nel distretto di Thurrock. È sede di una parrocchia della Chiesa anglicana, che è divisa da una strada di grande comunicazione in due comunità conosciute come North Stifford e South Stifford.
North Stifford è un villaggio tradizionale, dove si trova la chiesa parrocchiale di St. Mary, costruita prima della conquista normanna dell'Inghilterra.
South Stifford è invece una piccola zona residenziale, situata fra la città di Grays e la città di West Thurrock.